# ABN AMRO Cup 2017
De ABN AMRO Cup 2017 is een Nederlands hockeytoernooi dat werd gehouden van 31 augustus tot en met 3 september 2017. Het was de tiende editie van dit toernooi en het deelnemersveld bestond uit alle twaalf de hoofdklasseclubs voor het seizoen 2017/2018.
De finale werd voor de vijfde keer gewonnen door de thuisclub HC Rotterdam. Verliezend finalist Amsterdam stond voor de vierde maal in de finale.

## Voorrondes
31 augustus 2017: Vier poules van drie clubs; kwalificatiewedstrijden van 35 minuten/twee kwarten (per locatie drie wedstrijden in totaal). Bij een gelijke stand maken shootouts de beslissing.

### Poule 1
Locatie: Sportpark Hofbrouckerlaan (LOHC), Oegstgeest
| Club           | GS | W | V |
| -------------- | -- | - | - |
| 1. Amsterdam   | 2  | 2 | 0 |
| 2. Pinoké      | 2  | 1 | 1 |
| 3. Bloemendaal | 2  | 0 | 2 |

- 19:30u Amsterdam – Pinoké: 6-5 na shoot-outs
- 20:25u Amsterdam – Bloemendaal: 1-0 na shoot-outs
- 21:20u Pinoké – Bloemendaal: 3-2 na shoot-outs

### Poule 2
Locatie: Sportpark Bestevaer (Huizen), Naarden
| Club       | GS | W | V |
| ---------- | -- | - | - |
| 1. Kampong | 2  | 2 | 0 |
| 2. Almere  | 2  | 1 | 1 |
| 3. SCHC    | 2  | 0 | 2 |

- 19:30u Kampong – SCHC: 3-0
- 20:25u Kampong – Almere: 1-0
- 21:20u SCHC – Almere: 0-1

### Poule 3
Locatie: Sportpark Het Hoge Land (HBR), Berkel en Rodenrijs
| Club         | GS | W | V |
| ------------ | -- | - | - |
| 1. Rotterdam | 2  | 2 | 0 |
| 2. HGC       | 2  | 1 | 1 |
| 3. Hdm       | 2  | 0 | 2 |

- 19:30u Rotterdam – HGC: 2-1
- 20:25u Rotterdam – Hdm: 2-1 na shoot-outs
- 21:20u HGC – Hdm: 3-0

### Poule 4
Locatie: Sportpark Den Donk (HOCO), Oisterwijk
| Club           | GS | W | V |
| -------------- | -- | - | - |
| 1. Oranje-Rood | 2  | 2 | 0 |
| 2. Tilburg     | 2  | 1 | 1 |
| 3. Den Bosch   | 2  | 1 | 1 |

- 19:30u Tilburg – Den Bosch: 1-0
- 20:25u Tilburg – Oranje-Rood: 2-3 na shoot-outs
- 21:20u Den Bosch – Oranje-Rood: 2-3 na shoot-outs

## Tweede ronde
2 september 2017
Locatie: Sportpark Hazelaarweg, Rotterdam

### Halve finales (poulewinnaars)
- 13:00u (stadion) Amsterdam – Kampong: 4-3
- 15:00u (stadion) Rotterdam – Oranje-Rood: 3-2

### Nummers 2
- 13:00u (veld 2) Pinoké – Almere: 4-1
- 15:00u (veld 2) HGC – Tilburg: 3-2

### Nummers 3
- 13:00u (veld 3) Bloemendaal – SCHC: 4-2
- 15:00u (veld 3) Hdm – Den Bosch: 1-5

## Finales
3 september 2017
Locatie: Sportpark Hazelaarweg, Rotterdam
- 11de 13.00u (veld 3) Bloemendaal – Hdm: 3-1
- 9de 15.00u (veld 3) SCHC – Den Bosch: 1-3
- 7de 13.00u (veld 2) Almere – Tilburg: 1-5
- 5de 15.00u (veld 2) Pinoké – HGC: 1-2na shoot-outs

### 3de plaats
- 12:30u (stadion) Kampong – Oranje-Rood: 1-7

### Finale
| 3 september 2017 15:00u   |                  |                                  |                                                                               |
| Amsterdam                 | 2:3              | Rotterdam                        | Stadion Hazelaarweg, Rotterdam Scheidsrechters: Coen van Bunge Frank Heijster |
| Justin Reid-Ross 1-2, 2-2 | Wedstrijdverslag | Jeroen Hertzberger 0-1, 0-2, 2-3 | Stadion Hazelaarweg, Rotterdam Scheidsrechters: Coen van Bunge Frank Heijster |

### Kampioen
| ABN AMRO Cup 2017      |
| ---------------------- |
| HC Rotterdam 5de titel |

2008 · 2009 · 2010 · 2011 · 2012 · 2013 · 2014 · 2015 · 2016 · 2017 · 2018 · 2019